# Antikeylogger
Een antikeylogger is software die een computer of een systeembeheerder waarschuwt bij de aanwezigheid van een keylogger en deze verwijdert.
Daarnaast zal het reeds aanwezige keyloggers in het systeem verwijderen of onbruikbaar maken. Een antikeylogger is beschikbaar als standalone software of als onderdeel van een antivirus- of antispyware-programma. Het verschil hierbij zit hem in de werking: De antikeyloggersoftware van een antivirus of antispyware zal alle vormen van keyloggers aan banden leggen, inclusief de legitieme vormen ervan. De standalone (op zichzelf staande) software richt zich enkel op de niet-legitieme keyloggers in het systeem.
Versies die niet standalone zijn, zijn minder betrouwbaar. 

## Nut
Keyloggers zijn de gevaarlijkste vorm van malware. Ze dringen het systeem binnen via downloads die op het eerste gezicht betrouwbaar lijken. Deze zijn in staat om informatie uit de computer te halen.  Keyloggers kunnen bijvoorbeeld privégegevens binnenhalen van financiële instellingen, waaronder wachtwoorden, adressen en accountgegevens. Andere keyloggers gebruiken de webcam om computergebruikers te bespieden. Antikeyloggersoftware zorgt ervoor dat deze keyloggers verwijderd of gestopt worden. Een standalone antikeyloggersysteem maakt een antivirus of een antimalware niet overbodig.

## Gebruik
Het gebruik van een antikeylogger is mogelijk door organisaties als door individuen. Zo is het mogelijk om computersystemen te scannen op de aanwezigheid van keyloggers en deze te verwijderen of te immobiliseren wanneer verwijdering onmogelijk is. Het is aangeraden dat de scans elkaar kort opvolgen. Zo krijgt de keylogger minder lang de tijd om gegevens te verkrijgen.

### Persoonlijk gebruik
De reden waarom iemand een antikeylogger gebruikt is om de privégegevens te beschermen wanneer hij of zij gebruikmaakt van de computer. Zo worden onder meer bankgegevens tijdens het gebruik van mobiel bankieren, contactgegevens en alle vormen van online gesprekken geheimgehouden.

### Publieke computers
Aangezien publieke computers voor iedereen toegankelijk zijn is het voor de persoon of hacker in kwestie gemakkelijk om een keylogger te installeren. Mensen die dan vervolgens private gegevens ingeven in deze computer spelen dan onbewust hun gegevens door. Daarom is het belangrijk dat er op dagelijkse basis een antikeyloggerprogramma wordt gehanteerd om deze dreigingen te detecteren en uit te schakelen.

### Online gaming
Keyloggers zijn aanwezig bij online games. Een bekend voorbeeld is het spel World of Warcraft, waar accountgegevens werden gestolen om deze door te verkopen. Tevens zijn online gamewinkels zoals Steam of de PlaystationStore ook met accountgegevens te bereiken en op zich gevoelig voor het gebruik van keyloggers. Daarom zorgen deze bedrijven dat hun servers regelmatig gecontroleerd worden met antikeyloggersoftware.

### Financiële sector
De banksector is een aantrekkelijke sector voor keyloggers. Zo ontfutselen hackers de accountgegevens en wachtwoorden.

## Werking

### Signature-based
De software heeft een lijst met alle gekende aanwezige keyloggers. Bij elke systeemscan zoekt de software naar een match. Dit is de meest gekende en meest verspreide vorm van antikeyloggers. Het nadeel van de signature-based software is dat hij alleen zoekt naar de keyloggers in de lijst. Een hacker die een bekende keylogger downloadt en een aanpassing uitvoert aan deze keylogger is onzichtbaar voor de signature-based antikeylogger.

### Heuristische analyse
Een standalone antikeyloggerprogramma werkt meestal niet volgens een signature-based systeem. Zij gebruikt speciale algoritmes om het gedrag van een spionageprogramma te detecteren en uit te schakelen. Zo blijven de gegevens beschermd van hackers die keyloggers herschrijven om onopgemerkt voorbij de signature-based programma's te raken.

## Beschikbare programma's
Beschikbare standalone antikeyloggers zijn onder meer:
- Spyshelter
- Zemana AntiLogger
- KeyScrambler Premium
- Keylogger Detector
- GuardedID Premium
- PrivacyKeyboard
- Anti-Keylogger